# ایرینا کاسیمووا
ایرینا کاسیمووا (انگلیسی: Irina Kasimova؛ زادهٔ ۱ ژانویهٔ ۱۹۷۱) وزنه‌بردار زن اهل روسیه بود.